# Miles C. Allgood

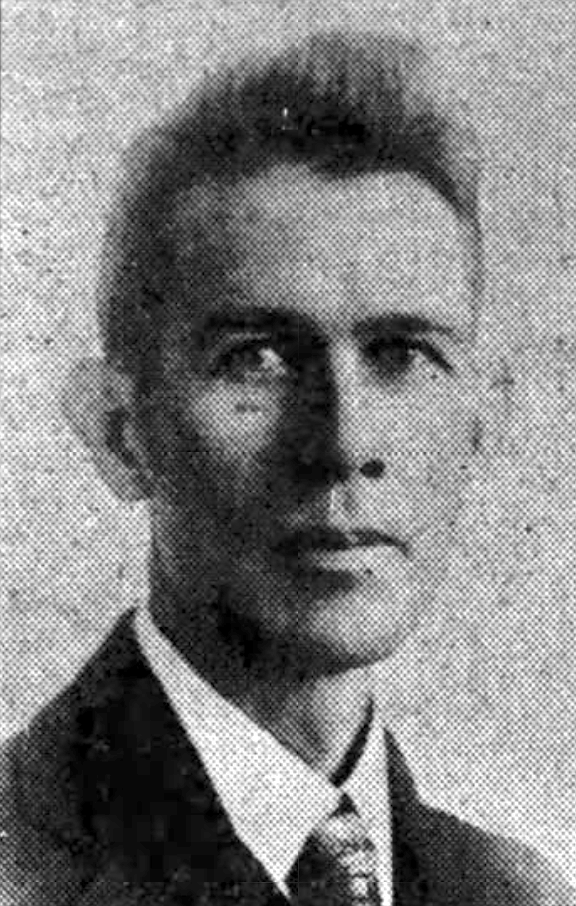
Miles Clayton Allgood (vor 1923)

Miles Clayton Allgood (* 22. Februar 1878 in Chepultepec (heute Allgood), Blount County, Alabama; † 4. März 1977 in Fort Payne, Alabama) war ein US-amerikanischer Politiker (Demokratische Partei).

## Werdegang
Miles Clayton Allgood besuchte die Gemeinschaftsschule und graduierte dann 1898 am State Normal College in Florence. Dann unterrichtete er im Blount County und war zwischen 1900 und 1909 als Steuereinschätzer im Blount County tätig.
Allgood verfolgte ebenfalls eine politische Laufbahn. Er war zwischen 1908 und 1910 Mitglied im State Democratic Executive Committee. Dann war er zwischen 1910 und 1913 als Agricultural Demonstration Agent in Blount County tätig. Danach bekleidete er zwischen 1914 und 1918 das Amt des State Auditor von Alabama. Allgood war zwischen 1918 und 1922 als Kommissar für Landwirtschaft und Industrie tätig. Dann nahm er 1920 als Delegierter an der Democratic National Convention in San Francisco teil. Allgood wurde in den 68. US-Kongress gewählt und in die fünf nachfolgenden US-Kongresse wiedergewählt, allerdings erlitt er 1934 bei seiner Nominierung für den 74. US-Kongress eine Niederlage. Er war im US-Repräsentantenhaus vom 4. März 1923 bis zum 3. Januar 1935 tätig. Während dieser Zeit hatte er den Vorsitz über das Committee on War Claims (72. und 73. US-Kongress).
Nach Ablauf seiner Amtszeit war er vom 4. September 1935 bis zu seinem Rücktritt am 1. Dezember 1943 Mitglied der Farm Security Administration. Dann kandidierte er 1954 erfolglos um das Amt des Finanzministers von Alabama.
Allgood verstarb 1977 in Fort Payne und wurde auf dem Valley Head Cemetery in Valley Head beigesetzt.